# Cammino Naturale dei Parchi

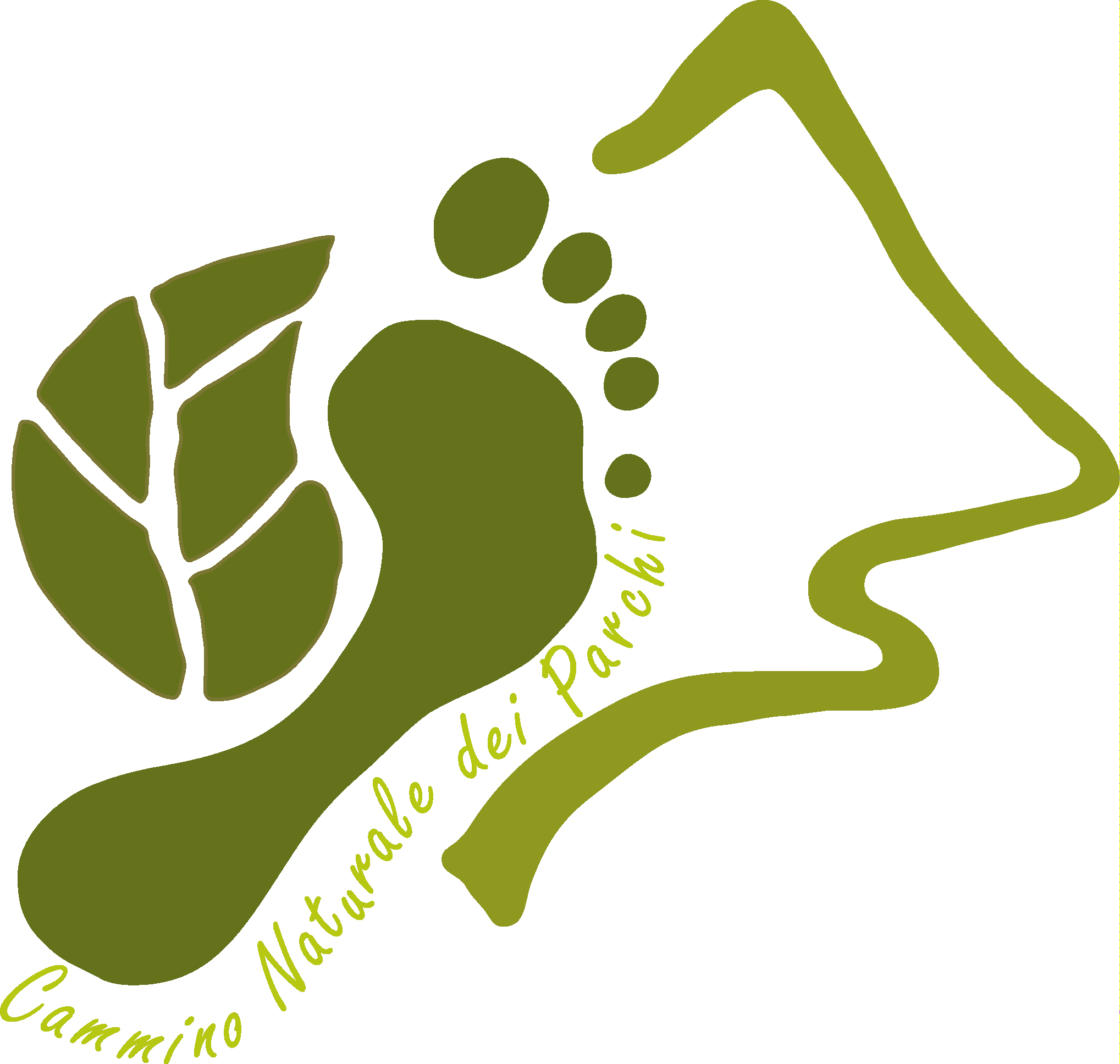
Uno studio del Logo del CNP

Il Cammino Naturale dei Parchi è un cammino laico, tra gli ultimi nati dell'Italia Centrale, che collega Roma e L'Aquila attraversando numerose catene montuose più o meno conosciute, incontrando 42 borghi con una lunghezza totale di 430 km sviluppati in 25 tappe da percorrere a piedi ed in mountain bike.

## Nascita dell'idea
Alla fine del 2015 alcuni lavoratori delle aree protette dell'Appennino Laziale, desiderando portare a camminare più persone e far conoscere lentamente le vallate e le montagne ad oriente della Capitale hanno studiato le mappe esistenti, ciascuna con la propria rete di sentieri locale, fino a disegnare quella che oggi è la nuova via pedestre del Cammino Naturale dei parchi

## Creazione del logo
Il logo del cammino è nato dalla creatività di un gruppo di Volontari del Servizio Civile Nazionale che nell'anno 2016/2017 hanno prestato servizio all'interno delle due aree protette dei Monti Lucretili e dei Monti Simbruini. 

## Il Percorso
Il percorso parte dal Parco Naturale Regionale dell'Appia Antica, ricco di testimonianze dell'antica storia della Roma Imperiale e Cattolica; prosegue fino al Parco Regionale dei Castelli Romani che tutela uno tra i distretti vulcanici più caratteristici della Regione Lazio, il Vulcano Laziale, con le due principali caldere che ospitano i laghi di Albano e di Nemi, poi, attraversando l'ampia Valle Latina, si risalgono i versanti occidentali della catena pre-appenninica dei Monti Prenestini fino allo spartiacque dove sorge il Santuario della Mentorella.

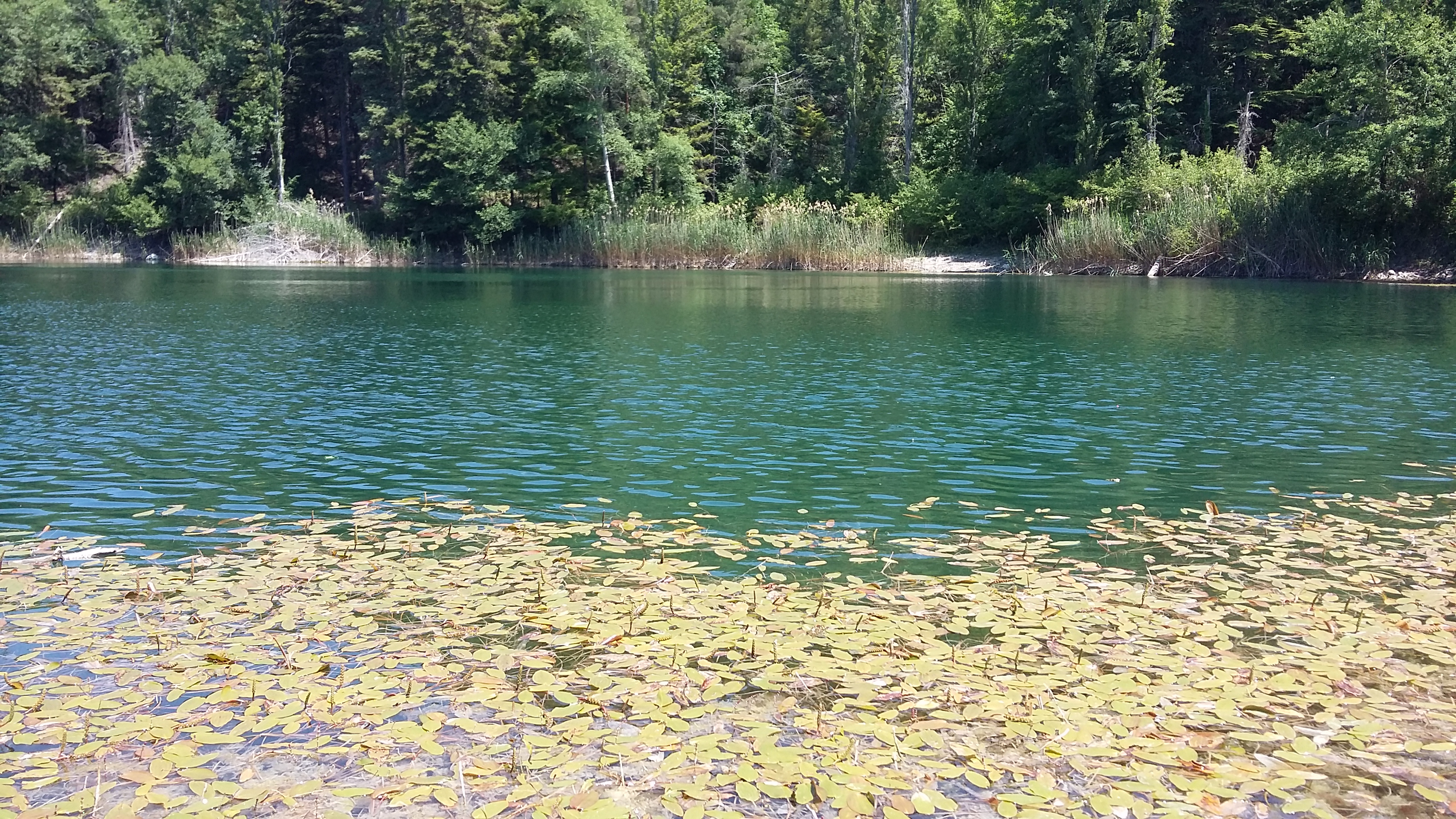
Lago del Fraturno - Laghetti di Percile (Percile - RM)

Si entra, così, nell'Appennino fino ad arrivare al Parco Naturale Regionale dei Monti Simbruini (con Subiaco e la sua storia legata all'inizio della stampa a caratteri mobili e al monachesimo di San Benedetto). Lo si attraversa e mediante un immaginario corridoio ecologico si entra nel Parco Naturale Regionale dei Monti Lucretili, esplorandone la parte ricca di acqua dei settori orientali.
In prossimità del borgo di Cineto Romano si può visitare il Monumento Naturale del Torrente Rioscuro.
A seguito di un'altra fascia di territorio non protetta, si entra nella Riserva Regionale dei Monti Cervia e Navegna, area naturale incastonata tra i due laghi artificiali del Salto e del Turano, nella provincia di Rieti. Si continua per l'Alta Valle del Cicolano dove si possono ammirare alcune mura poligonali (o Pelasgiche) per arrivare a Corvaro, frazione di Borgorose, dove trova sede della Riserva Regionale delle Montagne della Duchessa. Da qui in poi si lambiranno, saliranno e percorreranno a diverse quote, le catene montuose e gli altopiani cuore dell'Appennino Centrale con quote, delle vicine cime, che supereranno i 2000 m di altitudine.
Fanno parte del percorso l'attraversamento dell'Altopiano del Rascino, la salita al Monte Nuria e la discesa verso Antrodoco, da cui si prosegue risalendo la medio-alta Valle del Fiume Velino fino a Cittareale. 
Con le ultime tappe, si potranno visitare i territori colpiti duramente dai sismi dell'agosto 2016 e gennaio 2017. 
Con Accumoli, Amatrice e Campotosto si cammina ammirando i versanti laziali della catena della Laga, uno dei due complessi montuosi che costituiscono il Parco Nazionale del Gran Sasso e Monti della Laga.

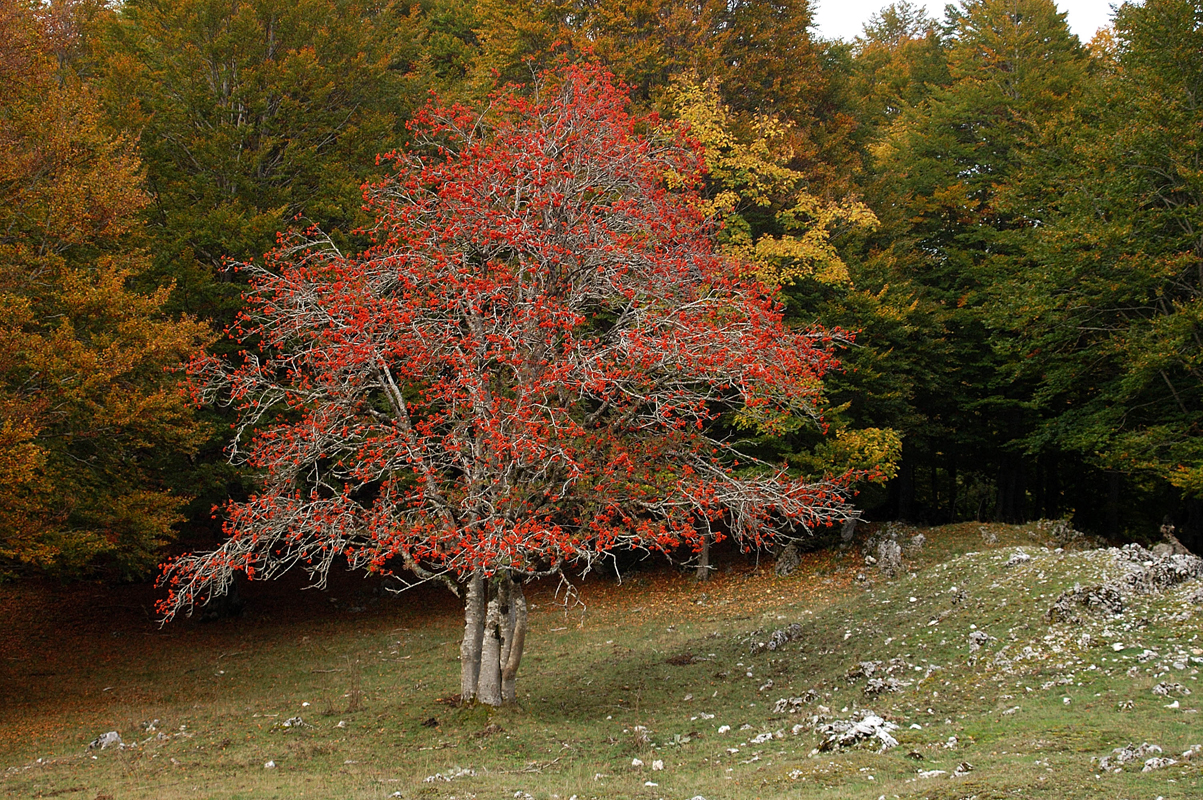
Sorbo degli Uccellatori vicino a Campo Minio (Subiaco - RM)

Superato il Lago di Campotosto, altro lago di sbarramento, si risale la Val Chiarino dal Lago di Provvidenza verso il Rifugio Fioretti, che sorge alla base del Monte Corvo. 
Con le ultime due tappe, si arriva alla Basilica di Santa Maria di Collemaggio a L'Aquila, luogo dove si conclude il Cammino Naturale dei Parchi.